# Listă de cărți: E
Lista cărți: A - Ă - B - C - D - E - F - G - H - I - Î - J - K - L - M - N - O - P - Q - R - S - Ș - T - Ț - U - V - W - X - Y - Z
- Eclipsa de Stephenie Meyer
- Eragon de Christopher Paolini
- Eragon II - Cartea primului născut de Christopher Paolini

- Eclipsa de Stephenie Meyer (2007)
- Eragon II - Cartea primului născut de Christopher Paolini (2005)
- Eragon de Christopher Paolini (2002)
- Extrem de tare și incredibil de aproape de Jonathan Safran Foer (2005)